# Henrike Haug

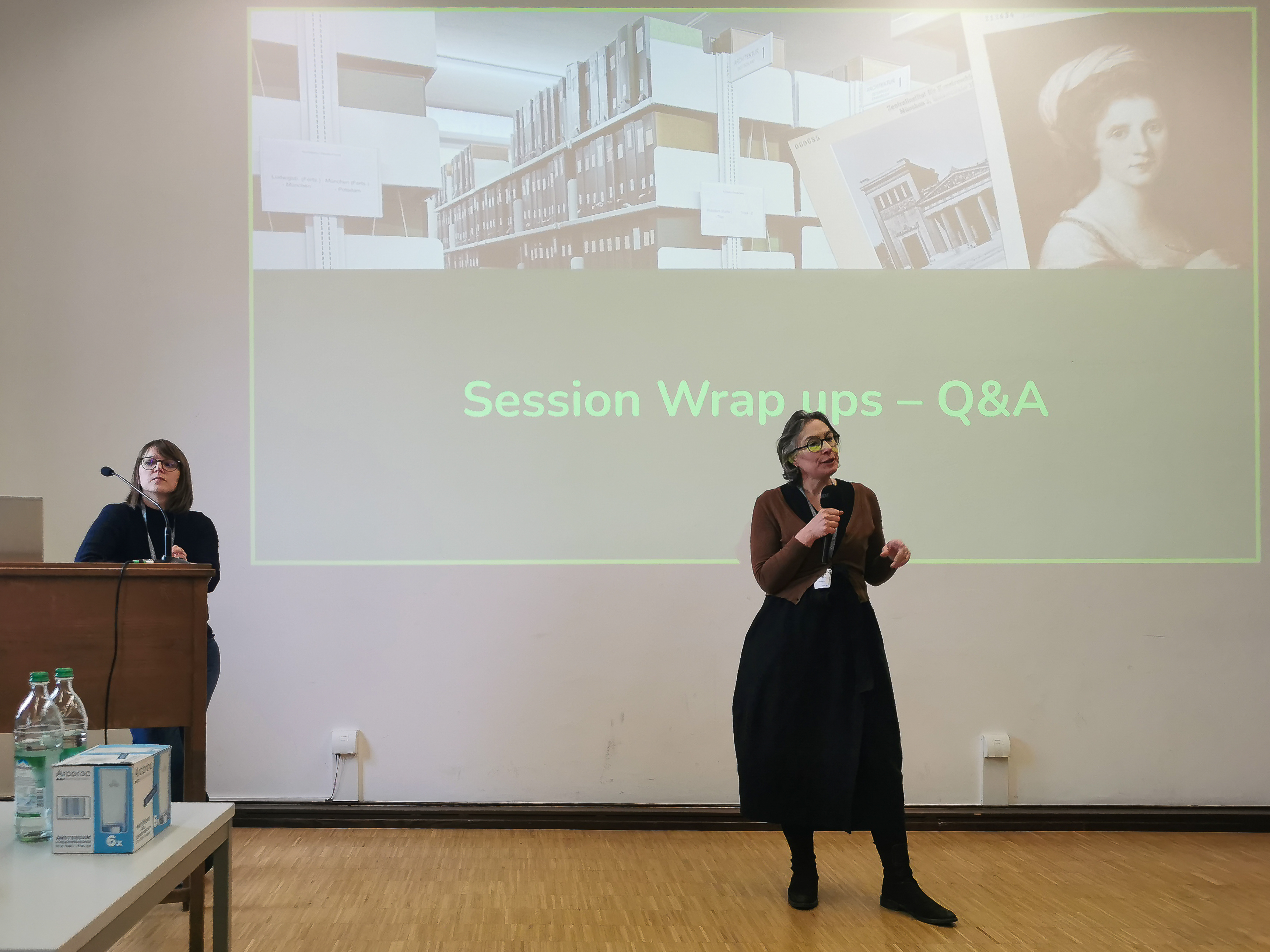
Henrike Haug - Art History Loves Wiki 2025

Henrike Haug (* 8. April 1974 in Berlin) ist eine deutsche Kunsthistorikerin und Hochschullehrerin mit Schwerpunkten in der kunsthistorischen Materialitätsforschung zu künstlerischen Werkstoffen, kunsttechnischen Verfahren, kommunaler Kunst und Kunst der frühen Neuzeit, besonders frühneuzeitliche Goldschmiedekunst.

## Leben
Henrike Haug studierte Kunstgeschichte, mittelalterliche Geschichte und klassische Archäologie an der Freien Universität Berlin und an der Università di Pisa. Haug wurde 2009 mit einer Arbeit zum Thema „Annales Ianuenses. Orte und Medien des historischen Gedächtnisses im mittelalterlichen Genua“ an der Humboldt-Universität zu Berlin promoviert. Haug war Doktorandin am Kunsthistorischen Institut – Max-Planck-Institut in Florenz und wissenschaftliche Assistentin am Kunsthistorischen Institut in Florenz. Von 2009 bis 2015 war sie wissenschaftliche Mitarbeiterin an der Technischen Universität Berlin. Von 2017 bis 2020 war Haug Juniorprofessorin für Kunstgeschichte an der Technischen Universität Dortmund. Es erfolgte die Habilitationsschrift zum Thema „Imitatio/Artificium. Goldschmiedekunst und Naturbetrachtung im 16. Jahrhundert“.
Seit 2020 ist Henrike Haug akademische Rätin am Kunsthistorischen Institut der Universität zu Köln.

## Forschung und Lehre
Henrike Haugs Schwerpunkte der kunsthistorischen Forschung sind künstlerische Materialien, kunsttechnische Verfahren und Methoden sowie kommunale Kunst. Ein historischer Schwerpunkt ihrer Arbeit liegt in der Kunst der frühen Neuzeit. Sie ist Ko-Organisatorin des wissenschaftlichen Projekts Interdependenzen. Künste und künstlerische Techniken und Mitbegründerin der Reihe Interdependenzen. Die Künste und ihre Techniken. Haug war Mitglied des Teilprojekts Techniknarrative der DFG-Forschungsgruppe „Dimensionen der techne in den Künsten. Erscheinungsweisen – Ordnungen – Narrative“.
Henrike Haug ist Mitglied im DFG-Netzwerk Zeitfugen. Mittelalterliche Artefakte in ihren temporalen Konstellationen.

## Wissenschaftskommunikation
Haug beteiligt sich an neuartigen Verfahren der Wissenschaftskommunikation im Rahmen ihrer Aktivitäten in der Arbeitsgemeinschaft kuwiki Kunstwissenschaften+Wikipedia.

## Mitgliedschaften und Vorstandstätigkeit (Auswahl)
Haug ist Mitglied im Ulmer Verein und 2021 Gründungsmitglied der kuwiki.Arbeitsgemeinschaft Kunstwissenschaften+Wikipedia. Henrike Haug war von 2013 bis 2024 im Vorstand des Ulmer Vereins tätig.

## Schriften (Auswahl)

### Monographien
- imitatio/artificium. Goldschmiedekunst und Naturbetrachtung im 16. Jahrhundert (= Interdependenzen. Die Künste und ihre Techniken 7), Böhlau, Köln 2021.
- Annales Ianuenses. Orte und Medien des historischen Gedächtnisses im mittelalterlichen Genua, V&R unipress, Göttingen 2016 (zugleich Diss. Humboldt-Universität zu Berlin, 2009).

### Beiträge in Sammelwerken und Zeitschriften
- Zur Un/Möglichkeit des Gelehrtinnenbildes, in: Images von Kunsthistorikerinnen (= kritische berichte 49. 2021, Heft 4), hrsg. von Anja Zimmermann, Jo Ziebritzki und Brigitte Soelch, S. 37–49.
- mit Andreas Huth, Franziska Lampe, Kathrin Rottmann und Yvonne Schweizer, Kollektive Handlungsmacht erringen. Arbeitsbedingungen in den Kunstwissenschaften. Debattenbeitrag, in: kritische berichte 49. 2021, Heft 1, S. 111–114.
- (K)ein Thema. Zum Motiv der Zusammenarbeit in mittelalterlichen Künstlerinschriften, in: Geteilte Arbeit. Praktiken der künstlerischen Kooperation (= Interdependenzen. Die Künste und ihre Techniken 5), hrsg. von Magdalena Bushart und Henrike Haug, Böhlau, Köln 2020, S. 29–54.
- In the Garden of Eden? Mineral Lore and Preaching in the Ore Mountains, in: The Cultural and Material Worlds of Mining in Early Modern Europe (= Renaissance Studies 34, 1. 2020), ed. Tina Asmussen, pp. 57–77.
- Sammlungsgeschichte(n). Historische Museologie als Vermittlungs- und Lernaufgabe, in: Kultur erben. Objekte – Wege – Akteure, hrsg. von Katharina Schüppel und Barbara Welzel, Reimer, Berlin 2019, S. 15–27.
- Der Gelehrten-Zirkel. Zum Attribut als Verweis auf praktische Erfahrung im Autorenbildnis der Frühen Neuzeit, in: Bildnispolitik der Autorschaft. Visuelle Inszenierungen von der Frühen Neuzeit bis zur Gegenwart, hrsg. von Daniel Berndt, Lea Hagedorn, Hole Rössler und Ellen Strittmatter, Wallstein, Göttingen 2018, S. 109–129.
- Questa scarpa serve p(er) bocale. Zu Zeichnungen von Goldschmiedeobjekten nach Giulio Romano, in: Jenseits des disegno. Die Entstehung selbständiger Zeichnungen in Deutschland und Italien im 15. und 16. Jahrhundert (= Tagungsakten Florenz, Kunsthistorisches Institut, 2016), hrsg. von Daniela Bohde und Alessandro Nova, Petersberg: Michael Imhof, 2018, S. 316–335.

### Herausgeberschaften
- mit Julian Blunk, Regine Heß, Andreas Huth, Henry Kaap, Franziska Lampe, Kathrin Rottmann und Yvonne Schweizer, Kunstgeschichte kommunizieren, kritische berichte, Bd. 51, Nr. 1, 2023.
- mit Magdalena Bushart, Geteilte Arbeit. Praktiken der künstlerischen Kooperation (= Interdependenzen. Die Künste und ihre Techniken 5), Böhlau, Köln 2020.
- mit Magdalena Bushart und Stefanie Stallschus, Unzeitgemässe Techniken, Wien, Köln, Weimar 2019.

### Herausgeberschaft von Reihen
- mit Magdalena Bushart: Interdependenzen. Die Künste und ihre Techniken, seit 2015.